# 크바르탈 95 스튜디오
크바르탈 95 스튜디오(우크라이나어: Сту́дія «Кварта́л-95», 러시아어: Сту́дия «Кварта́л-95»)는 우크라이나의 텔레비전 및 영화 제작사이다. 2003년 설립되었다. 러시아어 및 우크라이나어로 된 시청각 매체를 제작한다.